# かわら長介
かわら 長介（かわら ちょうすけ、本名：長川原 繁（ながかわはら しげる）、1949年11月13日 - ）は、放送作家・コメディー脚本家。岐阜県益田郡萩原町（現下呂市）出身。ニックネームは「長さん」 。血液型AB型。

## 来歴
高校卒業後サラリーマンとなるが、退社し半年間の浪人生活の後、岐阜大学教育学部国語学科に入学。在学中は落語研究会に所属し、漫才の台本を書いていた。
1976年3月に大学在学中に結婚し（後に離婚）、お笑い作家への夢を抱き大阪に移る。雑誌『上方芸能』の編集に携りつつ、大学時代の知人から人生幸朗、青芝フックを紹介され、夢路いとし・喜味こいしややすし・きよしら多くの漫才師の台本を書くこととなる。
1980年代に日本中を席巻した漫才ブームが起こり、それ以降主に関西のテレビ番組の構成を中心に活動している。
2004年10月には、放送作家など、笑いに関わる人材の養成を目的とした学校「魁塾」を創設、2014年の閉塾まで塾長を務めた。
以後も吉本興業関連の仕事に多く関与しており、吉本興業が主催する『M-1グランプリ』の3回戦および準決勝審査員も務めた。

## 人物
- 背中に牛の刺青を入れている。かわらを知る松本人志曰く、スイギュウなどの荒々しい牛ではなく、乳牛のような可愛い牛で、失敗ではないかと言われている。
- 酒癖が悪く、『痛快!明石家電視台』の打ち上げで後輩の若い芸人に酔っ払って説教をする。その理由で、『明石家電視台』のロケの特番に帯同させてもらえず、仕方なく自腹で参加した。
- 『放送室』の「カプリチョーザ杯（ダジャレコンテスト）」に電話出演した際には交際相手も一緒に出演させ、異様な雰囲気になった。松本曰く、「もうちょっとでギブアップせなあかんとこやった」。
- 番組のケータリングが出演者・スタッフへ配慮されたものでないと良い番組製作ができないというポリシーを持っている。揚げ物は醤油派、ケータリングが気に入らなければ自分で出前を注文するなどこだわりを持つ（MBSドクホン2004年10月号「食欲の秋」より）。

## 担当番組
毎日放送制作
- 痛快!明石家電視台

## これまでの担当番組
- つっぱり大貴族
- 4時ですよ〜だ
- ヤングタウン - 金曜日今田耕司、東野幸治などと共にパーソナリティとして出演。
- ダウンタウンのごっつええ感じ
- 摩訶不思議 ダウンタウンの…!? - 「ヘッドボウリング」を考案。
- かざあなダウンタウン
- わらいのじかん
- ?マジっすか!
- ローリングポップス
- 突然ガバチョ!
- 夜はクネクネ - 番組タイトルは自身が考案。
- 鶴瓶と花の女子大生
- スクープ一直線
- ナイトinナイト
- すんげー!Best10
- テレビ広辞苑
- ムイミダス
- 正解るんです
- 今田・東野の血が騒ぐ
- 暴ロンブー
- 明石家多国籍軍
- っちゅ〜ねん!
- ジャイケルマクソン
- ダウンタウンDX
- 特盛!よしもと 今田・八光のおしゃべりジャングル

他

## 映画
- 電撃BOPのセクシーマザーファッカーズに!!(2006年)

## 註
1. 1 2 3 4 5  “高須光聖がキク「高須光聖×かわら長介」 第2話”. 高須光聖オフィシャルホームページ「御影屋」. 2024年2月13日閲覧。